# Gmina Dubovec
Gmina Dubovec (polsky Gmina Dębowiec) je gmina v jižním Polsku ve Slezském vojvodství v okrese Těšín. Skládá se ze sedmi starostenství:
- Dubovec (Dębowiec) – 1 819 obyvatel, rozloha 13,17 km²
- Humna (Gumna) – 450 obyvatel, rozloha 4,1 km²
- Jiskřičín (Iskrzyczyn) – 617 obyvatel, rozloha 4,65 km²
- Kostkovice (Kostkowice) – 543 obyvatel, rozloha 5,1 km²
- Loučka (Łączka) – 296 obyvatel, rozloha 1,92 km²
- Ohrazená (Ogrodzona) – 877 obyvatel, rozloha 6,95 km²
- Semorad (Simoradz) – 1 007 obyvatel, rozloha 6,95 km²

Dohromady má celá gmina rozlohu 42,6 km² (5,8 % území okresu) a v roce 2016 zde žilo 5 786 obyvatel (3,3 % obyvatelstva okresu).
Sousedí s městem Těšín na jihozápadě, gminou Hažlach na západě, gminou Strumeň na severu, gminou Skočov na východě a gminou Holešov na jihovýchodě.
Gmina leží na území Těšínského Slezska, geomorfologicky se nachází v Slezském podhůří. Území gminy patří k rybníkářské oblasti zvané Žabí kraj – početné rybníky jsou neodmyslitelným prvkem místní krajiny.